# Lampedusa in Hamburg
Lampedusa in Hamburg war eine Protestaktion von 300 Flüchtlingen, die seit März 2013 in Hamburg für ein dauerhaftes Bleiberecht kämpften. Die Männer waren im Zuge der Ereignisse nach dem Bürgerkrieg in Libyen nach Italien geflüchtet und gelangten von dort nach Deutschland. Aus der Gruppe stammen einige Personen ursprünglich aus Staaten in Afrika, die als sicher galten. Sie haben bereits ein Asylverfahren in Italien abgeschlossen und verweigern sich daher einem erneuten Asylverfahren in Deutschland. Formuliertes Ziel war ein Bleiberecht mit Arbeitsgenehmigung als Gruppe.
Im Laufe der nachfolgenden Monate solidarisierten sich verschiedene Personen, darunter Mitglieder von Kirchenverbänden und Vereinen, Künstler, Fußballfans sowie Partei- und Gewerkschaftsmitglieder sowie verschiedene Gruppen der linken Szene mit den Flüchtlingen.

## Vorgeschichte
Zunächst hatten die Männer, laut einer abgegebenen Erklärung, in Libyen gelebt und gearbeitet und ihre Familien versorgt.
Im Libyschen Bürgerkrieg begann Machthaber Gaddafi vermehrt Söldner aus anderen afrikanischen Staaten anzuwerben und gegen seine Feinde einzusetzen. Nach dem Ende des Krieges im Oktober 2011 wurden so schwarze Afrikaner von den ehemaligen libyschen Oppositionellen pauschal als Söldner des verhassten Regimes betrachtet. Mitglieder der Lampedusagruppe flüchteten daraufhin in Booten nach Europa oder wurden von Oppositionellen zu dieser Flucht gezwungen. Dort wurden sie in einem Flüchtlingslager in Lampedusa untergebracht. Nach eigener Aussage gaben die italienischen Behörden einigen Flüchtlingen schließlich jeweils 500 Euro und eine Aufenthaltserlaubnis für den Schengenraum. Ein Asylverfahren einzuleiten und so das mögliche Anrecht der Männer auf Asyl zu prüfen, unterließen die italienischen Behörden in einigen Fällen und verstießen damit gegen das europäische Dublin-II-Abkommen. Andere Mitglieder der Hamburger Lampedusagruppe hatten in Italien bereits ein Asylverfahren durchlaufen und verweigern es daher, es ein weiteres Mal in Deutschland zu durchlaufen.

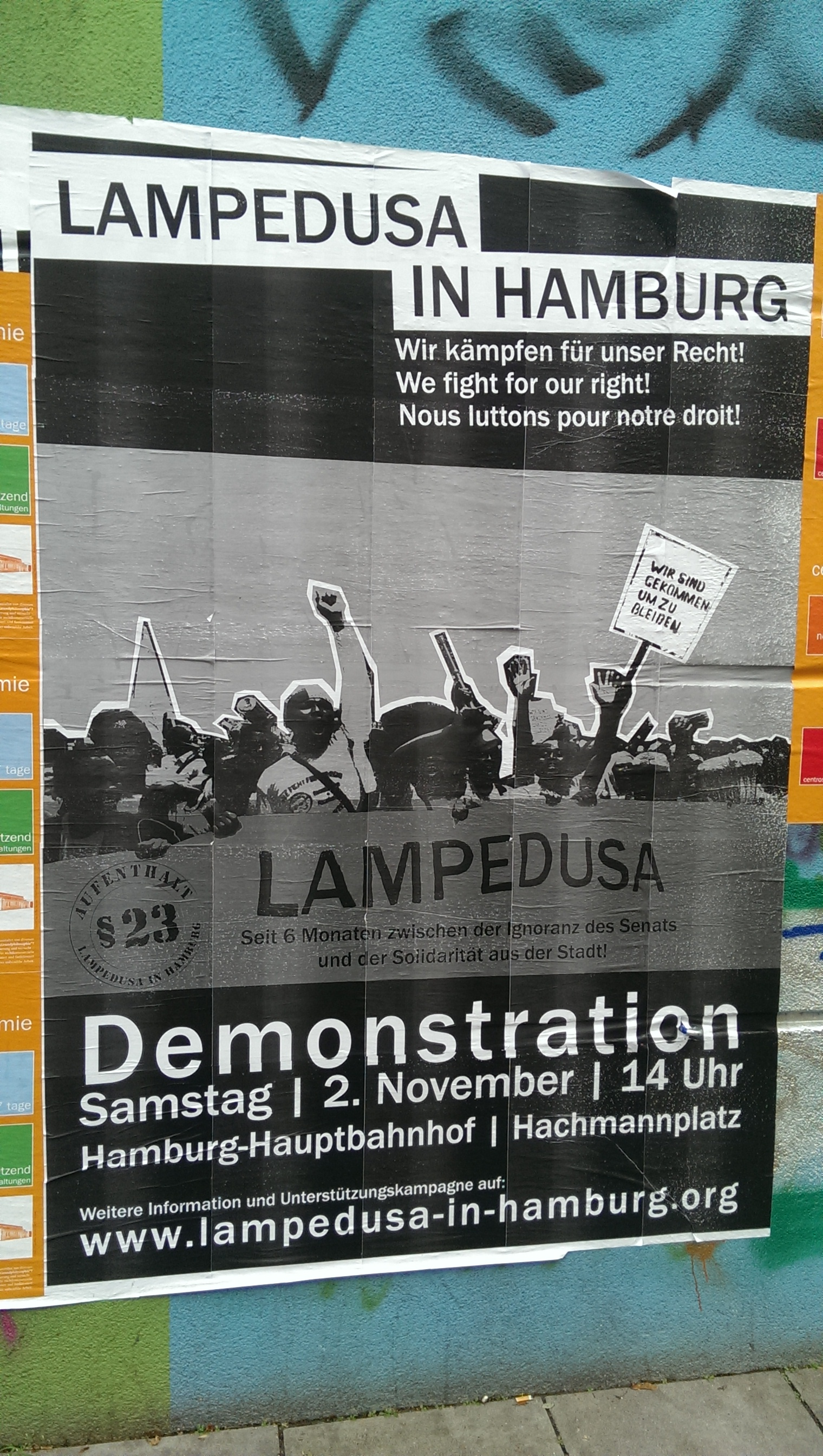
Plakat zur Großdemonstration am 2. November 2013

## Chronologie der Ereignisse

### 2013
Ende März 2013 erreichten die Flüchtlinge die Stadt Hamburg. Ein Camp und eine Mahnwache über Nacht wurden jedoch von der Stadtverwaltung untersagt. Die Flüchtlinge berichteten, dass ihnen die italienische Regierung 500 Euro gegeben habe, um weiter in andere europäische Länder zu gehen. Die Geflüchteten kamen zunächst im Winternotprogramm der Stadt Hamburg unter.
Im April 2013 lief das Winternotprogramm der Stadt aus, einige der Männer lebten von nun an auf der Straße.
Am 1. Mai 2013 traten Mitglieder der Gruppe das erste Mal öffentlich während einer Veranstaltung des 34. Evangelischen Kirchentags auf.
Am 3. Mai 2013 versammelten sich Mitglieder der „Karawane für die Rechte der Flüchtlinge“ und Mitglieder der Gruppe „ATESH – Für eine sozialrevolutionäre Perspektive!“ am Flüchtlingsbootprojekt am Sandtorkai in der Hafencity. Sie verteilten Informationen, zeigten Filmdokumentationen und führten Gespräche mit Interessierten.
Am 15. Mai lud die Gruppe zu einer Pressekonferenz und forderte Bürgermeister Olaf Scholz (SPD) und die Hamburger Bürgerschaft unter dem Motto „Wir haben nicht den Krieg in Libyen überlebt, um auf Hamburgs Straßen zu sterben“ zu einem ernsthaften Gespräch auf.
Am 22. Mai 2013 setzten sich die Flüchtlinge in einer Protestaktion auf eine Treppe im Rathaus-Foyer und forderten den Bürgermeister Olaf Scholz erneut zu einem Gespräch auf. Dieser ließ jedoch ausrichten, er habe keine Zeit.
Am 2. Juni 2013 öffnete die Kirche St. Pauli Menschen vor ihrer Tür, die durchnässt und auch krank waren. Dies erfolgte spontan und unvorbereitet. Am 8. Juni forderten 600 Menschen auf einer Demonstration, dass die Stadt Hamburg die Flüchtlinge unterstützen soll.
Im Juni und August 2013 trafen sich, unter dem Motto Lass uns mal zusammen was essen, Aktivisten der Recht-auf-Stadt-Bewegung, der Lampedusa in Hamburg Gruppe und Bewohner des Stadtteils St. Pauli, um gemeinsam im Park Fiction zu grillen und zu feiern.
Am 19. August 2013 wurde Olaf Scholz von 450 Redakteuren der Hamburger Schülerzeitungen im Rathaus besucht. Dabei kam auch das Thema der Flüchtlinge aus Lampedusa zur Sprache. Scholz äußerte damals den Satz „Italien ist ein wunderbares Land – ein Rechtsstaat, wo man nicht sagen kann: Da kann man nicht leben!“.
Am 17. August demonstrierten 2500 Menschen für die geflüchteten Menschen. 80 Flüchtlinge kamen in der Gemeinde der St. Pauli Kirche unter.
Im September 2013 führten einige der Flüchtlinge, in Kooperation mit dem Hamburger Thalia Theater, Elfriede Jelineks Essay „Die Schutzbefohlenen“ in der St.-Pauli-Kirche als Urlesung auf. Jelinek wurde mit einer Videobotschaft zugeschaltet. Zusätzlich wurde das Thema von Santiago Sierra in der Sammlung Falckenberg behandelt.
Am 3. Oktober kam es zu einem Bootsunglück vor Lampedusa 2013, bei dem ca. 390 Menschen ums Leben kamen. Seit Oktober kam es zu wöchentlichen Demonstrationen, den so genannten Mittwochsdemos, die meist vom Protestzelt am Steindamm starten. Anfang Oktober 2013 trafen einige Flüchtlinge in der Kunsthochschule bei einem Spontanbesuch auf Bürgermeister Olaf Scholz.
Am Freitag, den 11. Oktober 2013 kam es zu einer größeren Polizeiaktion gegen die Flüchtlinge. Zehn von ihnen wurden dabei in Gewahrsam genommen.
Am 12. Oktober 2013 nahm die Polizei 17 Flüchtlinge fest. Ein festgenommener Flüchtling reichte eine Klage gegen seine siebenstündige Inhaftierung ein, aus der er ohne Angabe von Gründen kommentarlos entlassen wurde. Gegen die Festnahmen gab es mehrere spontane Demonstrationen. 500 Menschen demonstrierten, unter anderem, vor der Polizeistation Davidwache.
Am 13. Oktober 2013 besetzten Protestierende den Eingangsbereich des Hamburger Rathauses. 800 Menschen demonstrierten im Anschluss vom Schanzenviertel nach St. Pauli. Die Taz berichtete, dass eine Razzia von Innensenator Michael Neumann (SPD) und der Ausländerbehörde in der St.-Pauli-Kirche abgesagt wurde, da der örtliche Einsatzleiter rechtliche Bedenken im Rahmen der Verhältnismäßigkeit gehabt hätte. Einige Polizisten hätten sich zudem vor der Aktion krankgemeldet.
Am 15. Oktober versammelten sich über 1000 Menschen vor der Roten Flora und wollten in einer unangemeldeten Demonstration in Richtung Sternschanze ziehen. Dabei kam es nach einer Verhinderung der Demonstration durch die Polizei zu Ausschreitungen. In den folgenden Tagen kam es zu weiteren Demonstrationen.
Am 18. Oktober 2013 schlossen sich erneut 1000 Menschen einer Demonstration an, die von der Universität durch die Innenstadt in Richtung Hafenstraße zog. Esther Bejarano und Rolf Becker traten zur Unterstützung als Gast auf einer Pressekonferenz für die Flüchtlinge auf. Bejarano, Vorsitzende des Auschwitzkomitees und letztes überlebendes Mitglied des Mädchenorchesters von Auschwitz, bezeichnete die Personenkontrollen durch die Polizei als „unmenschlich und inakzeptabel“ und als „Schande für die Stadt“. Wenige Tage später kritisierte auch der Flüchtlingsbeauftragte des Landes Schleswig-Holstein, Stefan Schmidt, das Vorgehen des Senats: „Ich war entsetzt darüber, dass eine SPD-Regierung so etwas macht“.
Am 19. Oktober beschädigten Aktivisten Türen, Taschen und Parfümflacons im Alsterhaus.
Am 20. Oktober kam es zu Blockaden am Dammtorbahnhof. Aktivisten behinderten den Verkehr durch errichtete Absperrungen. Es kam zu drei Festnahmen und 71 Platzverweisen.
Am 22. Oktober demonstrierten fast 500 Menschen vor dem Seniorenheim „New Living Home“, in dem Olaf Scholz zur selben Zeit sprach. Demonstrierende blockierten, zum Teil mit einer Critical Mass, die Julius-Vosseler-Straße. Die Rede von Scholz wurde mehrmals gestört, zusätzlich stürmten zwei Femen-Aktivistinnen die Bühne. Am selben Tag trafen sich 150 Menschen am Frankfurter Flughafen, um dort zu demonstrieren. Später lief die Gruppe über die Zeil und die Kurt-Schumacher-Straßen und Battonstraße Richtung Allerheiligentor.
Am 23. Oktober forderten auf der 7. Mittwochsdemonstration erneut 1000 Menschen ein Bleiberecht für die Flüchtlinge. Die Demonstranten zogen von St. Georg über die Mönckebergstraße zum Jungfernstieg. Innenminister Neumann kündigte an, die Kontrollen auf der Straße einzustellen und forderte die Flüchtlinge auf sich einem Einzelverfahren zu stellen. Am selben Tag veröffentlichte der Elternrat der Stadtteilschule am Hafen eine „Selbstanzeige wegen Unterstützung humanitärer Hilfe“ und rief in einer Petition dazu auf, die Turnhalle der St. Pauli Kirche für die Flüchtlinge zu öffnen.
Am 24. Oktober 2013 richtete die Bischöfin der Nordkirche Kirsten Fehrs einen Appell an die Geflüchteten, sich einzeln der Ausländerbehörde zu stellen und ihre Identitäten preiszugeben. Am selben Tag gab es einen Anschlag auf das Gebäude der Hamburger Staatsanwaltschaft am Landgericht in der Kaiser-Wilhelm-Straße. Nach dem Ende eines Fußballspiels des FC St. Pauli gegen den SV Sandhausen demonstrierten aus Solidarität mit den Flüchtlingen über 8000 Menschen vom Millerntor-Stadion aus durch die Stadt. Nachdem der Demozug ohne besondere Vorkommnisse über den Kiez gezogen war, kam es am späten Abend doch noch zu vier Festnahmen, als die Frontscheibe eines Streifenwagens eingeschlagen wurde.
Auch am 26. Oktober 2013 fand im Schanzenviertel eine Demonstration mit 760 Teilnehmern statt. Zuvor hatte es bereits eine Schornsteinbesetzung durch Autonome an der historischen Hufschmiede in der Bleicherstraße gegeben, die daran ein Transparent mit der Aufschrift „Kein Mensch ist illegal“ angebracht hatten.
Am 29. Oktober 2013 gab die Gruppe bekannt, dass sie es ablehne, die Identitäten ihrer Mitglieder in Einzelfallprüfungen den Behörden zu übermitteln. Stattdessen schlug sie vor eine Kommission zu bilden, in der die Gruppe, der Senat, politische Vertreter und Akteure von zivilgesellschaftlichen Initiativen vertreten sein sollen. Dieser Kommission könnten dann die Identitäten übermittelt werden. Innensenator Neumann lehnte dies noch am selben Tag ab. Daraufhin gaben die 80 Flüchtlinge in der St. Pauli Kirche bekannt, ihre Identitäten zu übermitteln. Neumann begrüßte das Einlenken eines Teils der Flüchtlinge.
Ende Oktober 2013 sendete das politische Satiremagazin Extra 3 ein Video mit dem umgedichteten Song „Hamburg meine Perle“ von Karl König, in dem scharf der Umgang mit den Hamburger Flüchtlingen kritisiert wird. König reagierte daraufhin empört und schaltete einen Anwalt ein.
Im Oktober 2013 wurde auch ein transnationaler Appell an den Hamburger Senat, veröffentlicht, den unter anderem Stuart Hall und Günter Wallraff unterzeichneten.

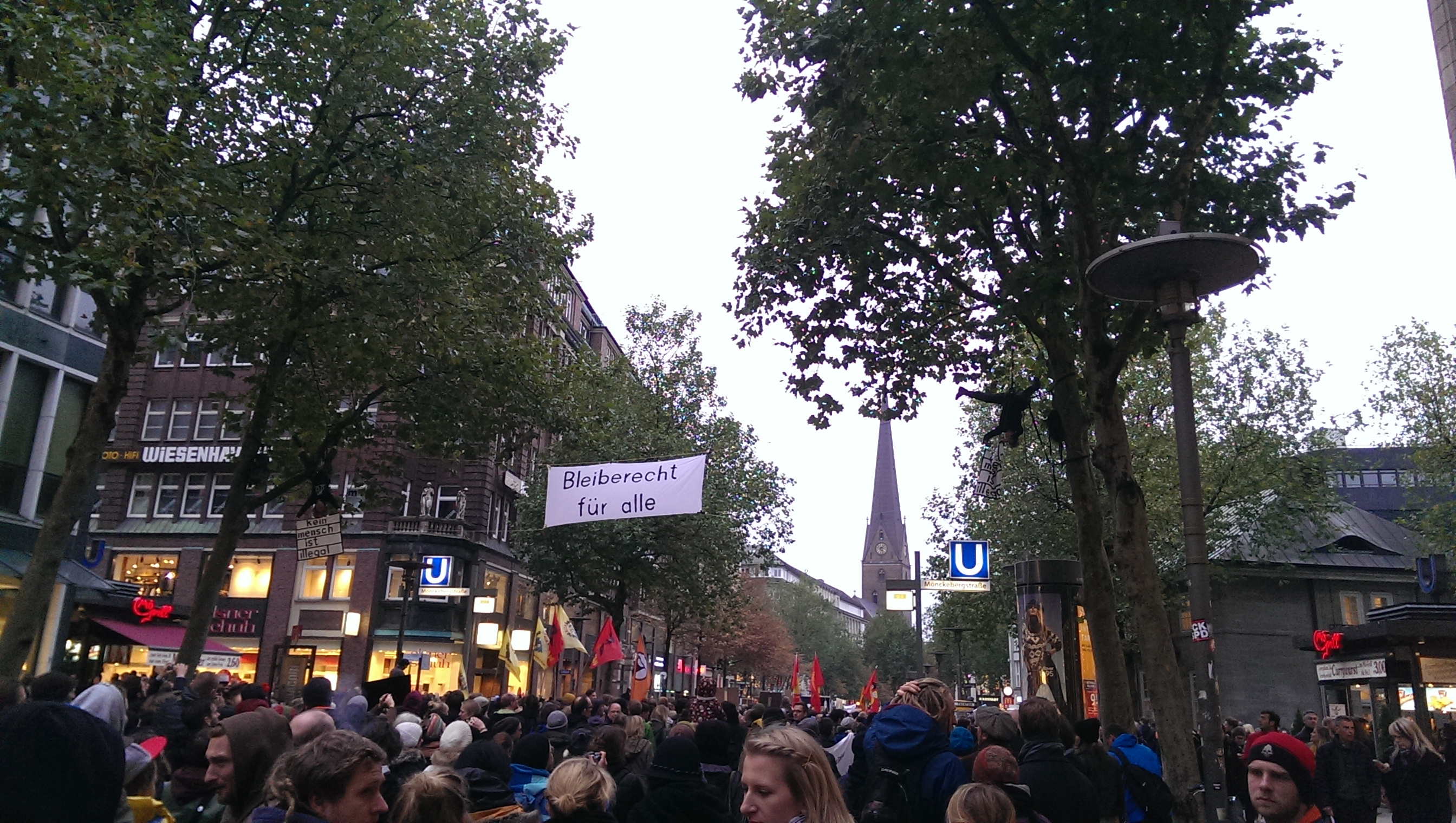
Demonstration am 2. November 2013

Am 2. November protestierten 10000 bis 15000 Menschen in Hamburg für ein Bleiberecht der Flüchtlinge. Von den Flüchtlingen der St. Pauli Kirche wurde dementiert, dass sich alle 80 zu einer Einzelfallprüfung bereit erklärt hatten. Lediglich bis zu 15 Flüchtlinge hätten sich dazu entschieden.
Am 4. November 2013 protestierten in Düsseldorf 150 Menschen beim Ständehaus-Treff in der K21 gegen Olaf Scholz, der an diesem Abend dort zu Besuch war.
Am 7. November 2013 besetzten 65 Menschen kurzfristig die SPD-Zentrale in Hamburg. Die Besetzer forderten ein Ende der erneuten Kontrollen gegen die Flüchtlinge. Am selben Tag wurde auch die SPD-Zentrale in Frankfurt (Main) besetzt.
Anfang November zogen 14 Flüchtlinge in für sie aufgestellte Container. 24 Geflüchtete zogen in die beheizten Container auf dem Gelände der St. Paulikirche, der Rest kam in anderen mobilen Behausungen in Ottensen neben der Christianskirche und in Iserbrook an der Martin-Luther-Kirche unter. Laut der Innenbehörde sollten nur Flüchtlinge in die Container ziehen dürfen, die sich auch bei ihr gemeldet haben.
Am 17. November 2013 wandten sich einige Flüchtlinge der Gruppe an die Nordkirche und kritisierten, dass diese dem Druck des Senats nachgegeben hätten.
Am 22. November 2013 gab die Ausländerbehörde bekannt, dass sie nun Daten von 73 Flüchtlingen gesammelt habe. Drei der Flüchtlinge seien bereits zur Ausreise aufgefordert worden. Am selben Tag veröffentlichten verschiedene Hamburger Schauspieler, Musiker und Journalisten die Plakataktion „Wir sind Lampedusa“. Unter anderem beteiligten sich daran Bent Angelo Jensen, Fatih Akın, Bastian Sick, Tocotronic, Silva Gonzalez, Bela B., Fettes Brot, Pheline Roggan, Cäthe, Jan Delay
und Deichkind.
In der Nacht auf den 26. November warfen Unbekannte in den Stadtteilen Eimsbüttel, Altona und Wandsbek Steine und Farbbeutel auf die Häuser, in denen der SPD-Fraktionschef Andreas Dressel, der Sozialstaatsrat Jan Pörksen und der Baustaatsrat Michael Sachs wohnen. Zudem wurden Autoreifen zerstochen. In einem Bekennerschreiben hieß es laut dem Hamburger Abendblatt, dass die Politiker in unterschiedlicher Weise mit der Unterbringung der Flüchtlinge zu tun hätten. Die Hamburger Morgenpost gab bekannt, dass sie eine E-Mail mit dem Motto „Krieg, Flucht, Entrechtung: Genug ist genug“ und dem Satz „Menschen sterben und ihr schweigt, Scheiben klirren und ihr schreit“, bekommen habe.
Am 30. November 2013 versammelten sich 1000 Menschen auf der ersten „Adventsdemo“ und zogen im Anschluss durch die Innenstadt. Einige Demonstrierenden stürmten die Weihnachtsparade, um dort zu protestieren.

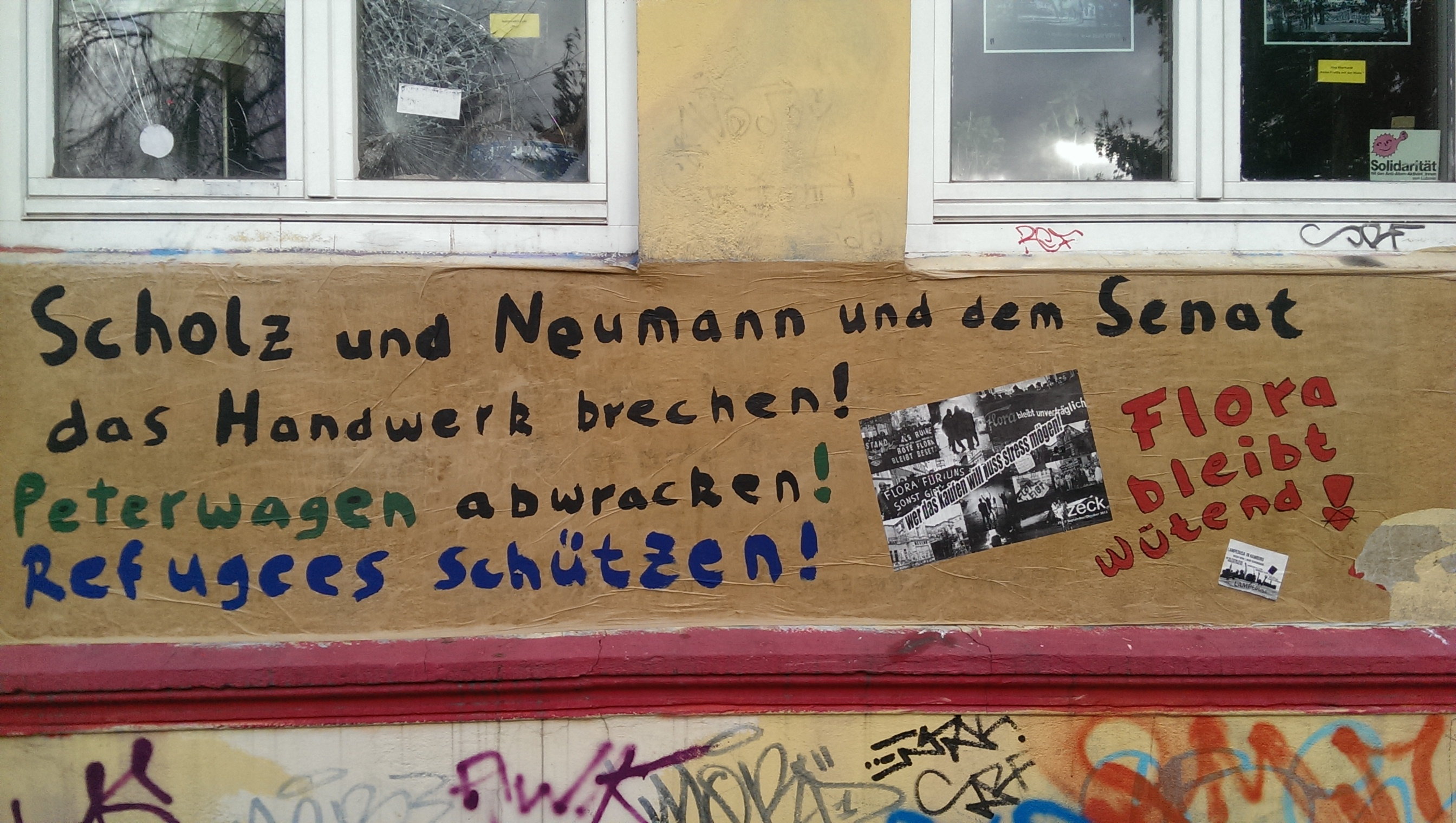
Graffiti im Zuge der Lampedusaproteste auf einer Hauswand in Hamburg

Am 7. Dezember 2013 demonstrierten 700 Menschen in der Innenstadt. Im Anschluss meldete die Polizei, dass Demonstranten nach der eigentlichen Demonstration versucht hätten, ins Alsterhaus einzudringen.
Am 12. Dezember führten über 3500 Hamburger Schüler einen Schulstreik durch. Fredrik Dehnerdt, stellvertretender Vorsitzender der GEW Hamburg äußerte dazu in Richtung der beteiligten Kinder und Jugendlichen: „Der Landesverband der Gewerkschaft für Erziehung und Wissenschaft unterstützt euch ausdrücklich“. Auch Asuquo Udo, einer der Sprecher der Flüchtlinge, begrüßte den Schülerstreik: „Die Gesellschaft hat uns schon anerkannt, nur die Politik will es nicht“. Während der Proteste wurden Rücktrittsforderungen gegen Senator Neumann laut.
Am 14. Dezember 2013 demonstrierten erneut 700 Menschen, dabei kam es zu kleineren Auseinandersetzungen mit der Polizei. Diese setzte bei ihrem Einsatz Polizeihunde und Pfefferspray ein.
Am 18. Dezember lud das Thalia Theater zum Konzert “L’Universal Schattensenat”. Daran beteiligt waren acht Lampedusa-Flüchtlinge und die Musikerin Bernadette La Hengst. Dabei ging es um die persönlichen Fluchterlebnisse der Geflüchteten.
Für den 21. Dezember 2013 sagte die Gruppe Lampedusa in Hamburg die Adventsdemonstration unter Verweis auf Provokationen im Zusammenhang mit einem massiven Polizeiaufgebot ab. Es sei wiederholt vorgekommen, dass die Gruppe für gewalttätige Aktionen verantwortlich gemacht wurde, die in deren Namen ausgeführt wurden. Sie könne solche Aktionen nicht stoppen und weigert sich für solche Handlungen verantwortlich gemacht zu werden.
Der Polizei wurde vorgeworfen, daran interessiert zu sein, Gewalt die Demonstrationen der Gruppe hineinzutragen. Sie verwies zudem auf vorangegangene Versuche, die Gruppe mit Gewalt in Verbindung zu bringen bei Aktionen, die im Namen der Gruppe ausgeführt wurden. Es sei ihr aber „unmöglich, Disziplin unter den verschiedenen Protestierenden durchzusetzen“. 900 Menschen beteiligten sich an der Kundgebung. Am selben Tag kamen 7500 Menschen zu einer größeren Demonstration unter dem Motto „Die Stadt gehört allen! Refugees, Esso-Häuser und Rote Flora bleiben“ auf dem Schulterblatt zusammen. Die Demonstration sprach sich für ein Bleiberecht für Flüchtlinge, gegen Rassismus und Gentrifizierung, im Speziellen im Fall der Esso-Häuser und der geplanten Räumung des soziokulturellen Zentrums Rote Flora aus. Insgesamt fanden im Anschluss an die große Demonstration im Schulterblatt mehrere kleine Demonstrationen in Hamburg am 21. Dezember 2013 statt.

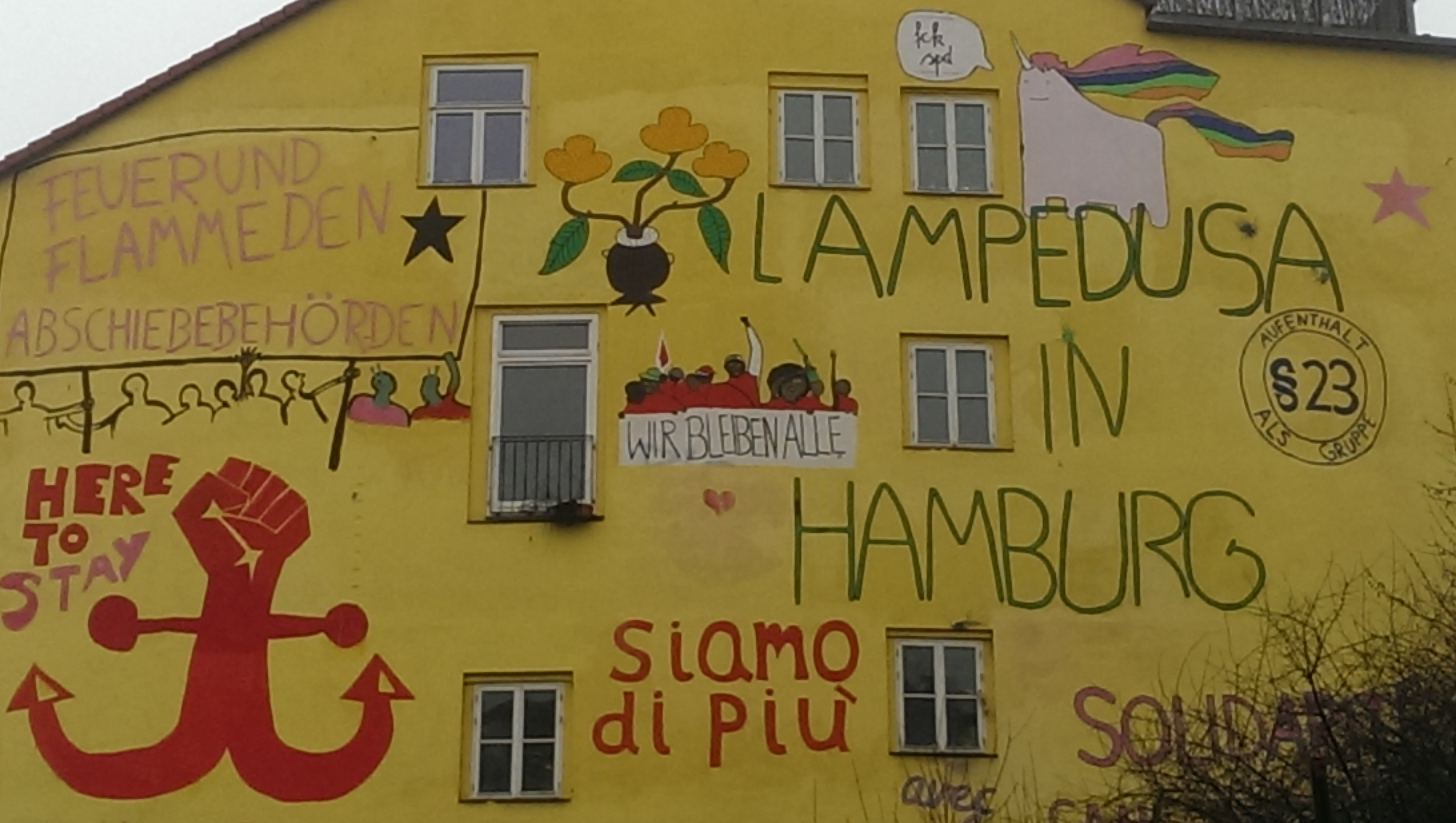
Wandmalerei an einem Haus in der Hafenstraße

### 2014
Bei einem Lampedusa-Neujahrsempfang am 3. Januar 2014 wurde eine Delegation auf eine Reise nach Lampedusa verabschiedet, die eine Bürgerpartnerschaft zwischen dem Stadtteil St. Pauli und der Mittelmeerinsel organisieren soll.
Auf einer Demonstration mit dem Motto „Don´t let the system get you down“ protestierten am 13. Januar 2014 800 Menschen auch für die Forderungen der Gruppe Lampedusa in Hamburg.
Am 18. Januar 2014 protestierten mehrere tausend Menschen gegen die Politik des Hamburger Senats. Auf der Demonstration, die sich gegen Gefahrengebiete richtete, ging es auch um ein Bleiberecht der Lampedusa Flüchtlinge. Behördensprecher Frank Reschreiter äußerte am selben Tag Zweifel an der Anzahl von 300 Flüchtlingen. Er schätzte die Gruppe nur auf 150 Menschen. Die Personen, die sich der Lampedusa-Gruppe zugehörig fühlten, seien alle versorgt, daher gebe es keinen Handlungsbedarf. Das „solidarische Winternotprogramm“ erklärte daraufhin, dass sich der Senat irre, es gäbe fast 40 private Initiativen, Gruppen und Wohnprojekte, die Flüchtlinge aus der Gruppe aufgenommen hätten. Die Gruppe bestände insgesamt aus 385 Personen.
Am 25. Januar 2014 trafen sich mehrere hundert Menschen am Kemal-Altun-Platz, um für ein Bleiberecht für die Gruppe zu demonstrieren. Der Demonstrationszug lief anschließend durch den Stadtteil Altona.
Bei den „Hafengesprächen“ der SPD-Bürgerschaftsabgeordneten Loretana de Libero, am 27. Januar 2014, gab Innenminister Neumann bekannt, dass eine Gruppenlösung nach Paragraph 23 nicht möglich sei, da die Gruppe Lampedusa in Hamburg zu heterogen sei und Recherchen ergeben hätten, dass einige der Flüchtlinge schon in mehreren europäischen Ländern erfolglos Asyl beantragt hätten. Zudem würden die Flüchtlinge seit langem von bestimmten Gruppierungen instrumentalisiert.
Die Gruppe veranstaltete am 1. Februar 2014 und 8. Februar 2014 in Barmbek jeweils Konferenzen mit den Titeln „Warum verlassen Menschen ihre Heimatländer?“ und „Der Europäische Krieg gegen Flüchtlinge – das stille Sterben in den Lagern“ statt.
Am 4. Februar 2014 wurden die St. Pauli Gemeinde und die Pastoren Sieghard Wilm und Martin Paulekun mit dem Helmut-Frenz-Preis ausgezeichnet, der mit 3000 Euro dotiert ist. Die Pastoren gaben an, das Geld an Einrichtungen zu spenden, die medizinische Versorgung von Menschen ohne Papiere anbieten.
Am 15. Februar 2014 demonstrierten 500 Menschen für die Rechte der Gruppe durch das Schanzenviertel und das Karoviertel.
Am 27. Februar 2013 forderte ein Sprecher der Gruppe Lampedusa in Hamburg direkte Verhandlungen mit dem Hamburger Senat und übte Kritik an der Nordkirche. Diese hätte „kein Mandat, für die Gruppe zu sprechen“.
Am 1. März 2014 demonstrierten unter dem Motto „Keine Ruhe dem Senat“ über 4000 Menschen für ein Aufenthaltsrecht der Gruppe.
Am 8. März veranstaltete die Handballabteilung des FC St Pauli ein Hallenfußballturnier für die Gruppe.
Am 19. März 2014 verlas Olaf Scholz im Thalia Theater „10 Flüchtlings-Thesen“. Die Veranstaltung verzögerte sich eine halbe Stunde, da Demonstranten das Auto des Bürgermeisters blockierten. Auch im Theater selbst kam es immer wieder zu Störungen der Veranstaltung.
Am 9. April 2014 musste die Bürgerschaftssitzung für eine Viertelstunde unterbrochen werden. Die Bürgerschaftspräsidentin Carola Veit (SPD) rief die Polizei, worauf die Protestierenden in Begleitung der Polizei das Rathaus verließen. Der Antrag der Linken auf eine Gruppenlösung aus humanitären Gründen nach dem Paragraphen 23 des Aufenthaltsgesetzes wurde von der Bürgerschaft abgelehnt.
Während der Kundgebung nach der gewerkschaftlichen 1. Mai Demonstration musste die Polizei Olaf Scholz vor Demonstranten schützen, die riefen: „Olaf Scholz genug gehetzt, Bleiberecht wird durchgesetzt“. Die Polizei sperrte kurzfristig den Zugang zum Gewerkschaftshaus. Am selben Tag besetzten Aktivisten im Verlauf einer Demonstration unter dem Motto „Recht auf Stadt kennt keine Grenzen“ im Karolinenviertel die leer stehende Grundschule Laeiszstraße und wiesen sie als Refugee Welcome Center aus. Erklärtes Ziel sollte sein, an der Willkommenskultur in Hamburg zu arbeiten. Einige hundert Menschen besuchten das geöffnete Gebäude. Am Abend stellte die Polizei den im Gebäude Anwesenden ein Ultimatum und erreichte mit der Androhung der Räumung die Beendigung der Aktion.
Erneut gab es am 17. Mai 2014 eine Fahrraddemonstration durch die Hamburger Innenstadt, an der sich 300 Menschen beteiligten.
Am 31. Mai 2014 demonstrierten mehrere hundert Aktivisten mit einem Sit-in auf dem Rathausplatz in Hamburg unter dem Motto „We demand our working rights“.
Bis zum Ende des Monats hatten laut einem Sprecher der Innenbehörde, 70 Flüchtlinge der Gruppe einen Antrag auf Bleiberecht aus humanitären Gründen gestellt, obwohl sie damit Gefahr liefen wieder Italien abgeschoben zu werden.
Am 2. Juni 2014 wurden die Container an den verschiedenen Standorten, in denen einige der Flüchtlinge wohnten, abgebaut. Am selben Tag demonstrierten 400 Menschen in der Innenstadt.
Am 5. Juni 2014 protestierten ca. 50–100 Lampedusa-Flüchtlinge und Unterstützer erneut mit einem Sit-in auf dem Rathausplatz. Laut Polizei verließen die Demonstrierenden trotz Aufforderung die Bannmeile nicht. Die Polizei trug die Protestierenden daraufhin weg, dabei kam es zum Einsatz von Pfefferspray und es erfolgten drei Festnahmen, sowie vier Gewahrsamnahmen. Beamte der 4. Hundertschaft weigerten sich den Befehl eines Einsatzleiters auszuführen. Am Abend fand eine Demonstration statt.
Am 6. Juni 2014 kam es zu einer nicht bei den Behörden angemeldeten Demonstration mit fast 1000 Teilnehmern für die Lampedusa-Gruppe. Die Polizei berichtete von einer aggressiven Grundstimmung. Sie sei mit Flaschen und Feuerwerkskörpern angegriffen worden. Die Demonstrierenden kamen, laut Polizeiangaben der Forderung nicht nach die Demonstration offiziell anzumelden. Die Polizei setzte Wasserwerfer ein, in der Nacht wurden die Scheiben des SPD-Büros an der Clemens-Schultz-Straße eingeworfen, die Eingangstür zerstört und das Büro verwüstet. Auf das Gebäude war bereits am Morgen ein Farbanschlag verübt worden. Insgesamt wurden 49 Menschen festgenommen.
Am 16. Juni 2014 stellten Prominente ein „Manifest für Lampedusa in Hamburg“ vor. Darin forderten sie gemeinsam mit der Gruppe unter anderem ein „Lampedusa in Hamburg Haus“. Zu den Unterzeichnern gehörten unter anderem Jacques Palminger, Jan Delay, Katja Kipping, Samy Deluxe, Schorsch Kamerun, Bela B. und Fatih Akın.
Am 21. Juni 2014 wurde übertrug der Radiosender Freies Sender Kombinat ein einstündiges Radioballett, um kreativ gegen die Flüchtlingspolitik in Hamburg und der EU zu protestieren. Am Jungfernstieg gab es am selben Tag eine Kundgebung für die Lampedusa Flüchtlinge.
Die Gruppe Schulstreik-Initiative für Bleiberecht organisierte am 22. Juni 2014 ein Solidaritätsfest für die Gruppe Lampedusa in Hamburg. 200 Menschen nahmen an einem Essen teil. Zusätzlich gab es einen Flohmarkt und Sprayaktionen.
Am 5. Juli 2014 demonstrierten fast 1000 Menschen für ein kollektives Bleiberecht der Gruppe.
Am 19. September 2014 besetzten 20 Unterstützer der Gruppe “Lampedusa in Hamburg” das Foyer der SPD-Parteizentrale in der Kurt-Schumacher-Allee. Nach einer Stunde räumte die Polizei das Gebäude und nahm die Besetzenden in Gewahrsam. Eine Spontandemonstration von weiteren Menschen zum Polizeirevier unterband die Polizei. Die SPD erstattete Anzeige.
Am 4. Oktober 2014 spielt der FC Lampedusa, bestehend aus Mitgliedern der Gruppe, in der 4. Division der Freizeitliga gegen die Hamburg Hurricanes.
Am 10. und 11. Oktober 2014 gab es unter dem Motto „Emancipation Days“ mehrere Veranstaltungen: Unter anderem gab es einen Friedensmarsch Richtung Uni-Campus und das Theaterstück „The Lampeduzas“ wurde aufgeführt. Zusätzlich fanden Podiumsgespräche und Ausstellungen statt.
Anfang Dezember 2014 eröffnete Kampnagel mit der Gruppe Baltic raw org einen Rote Flora-Nachbau, die so genannte „ecoFavela Lampedusa-Nord“. Im Rahmen dieses Projekts findet eine 24 Stunden Performance statt, welche als Quartier für Lampedusa-Flüchtlinge genutzt wird. Kurz darauf stellte der Hamburger Alternative-für-Deutschland-Landesvorstand Jörn Kruse und Bernd Baumann bei der Staatsanwaltschaft Strafanzeige gegen die Intendantin Amelie Deuflhard wegen des „Verdachts der Beihilfe zu Ausländerstraftaten sowie des Verdachts der Untreue“. Ein paar Monate später gab die Staatsanwaltschaft bekannt, gegen Deuflhard wegen „Beihilfe zum Verstoß gegen das Aufenthaltsrecht für Ausländer“ zu ermitteln. Deuflhard gab daraufhin an, das Projekt dennoch weiterführen zu wollen. Das Verfahren wurde 2016 eingestellt.

### 2015–2018
Im März 2015 hielt die Gruppe eine drei Tage andauernde Kundgebung ab.
Im November 2015 demonstrierten mindestens 4800 Menschen des Bündnisses Recht auf Stadt – Never mind the Papers.
Am 15. Februar 2016 gab es am Flughafen Fuhlsbüttel einen erfolgreichen Protest gegen die Abschiebung eines Mitglieds der Gruppe. Die Polizei brach die Abschiebung des Mannes ab, dem kurz zuvor, aufgrund einer Brandstiftung im Pudelclub, alle seine Papiere verbrannt waren.
Im Mai 2016 gab es Proteste gegen die angekündigte Auflösung des Lampedusa Infotents am Steindamm beim ZOB/Hauptbahnhof in Hamburg durch den Hamburger Senat.
Einen im April 2018 durch eine bis 2014 in der Lampedusa-Gruppe aktive Person verübten Doppelmord verurteilte die Gruppe in einer Pressemitteilung „auf das schärfste“ und erklärte, es habe seit Jahren vor der Tat kein Kontakt mehr zwischen Täter und Lampedusa-Gruppe bestanden.

## Film
Rasmus Gerlach: Lampedusa auf St. Pauli; Deutschland 2013, 83 min, OF mit dt. UT, Farbe, FF 2013